# اگریج
اگریج (به لاتین: Agrij) یک منطقهٔ مسکونی در رومانی است که در شهرستان سلاژ واقع شده‌است.

## خصوصیات
اگریج ۱٬۳۹۵ نفر جمعیت دارد.